# Robson Conceição
Pour les articles homonymes, voir Conceição.
Robson Conceição est un boxeur brésilien né le 25 octobre 1988 à Salvador.

## Carrière
Champion olympique à Rio en 2016 dans la catégorie poids légers, sa carrière amateur est également marquée par une médaille d'or remportée aux championnats panaméricains de Mexico en 2009 dans la catégorie poids plumes et par une médaille d'argent aux Jeux panaméricains de Guadalajara en 2011 toujours en poids légers.
Conceição passe professionnel en novembre 2016. Il remporte ses 16 premiers combats avant d'affronter le champion WBC des poids super-plumes, Óscar Valdez. Le boxeur brésilien s'incline aux points à l'unanimité des juges, tout comme contre Shakur Stevenson, devenu le nouveau champion WBC et WBO des poids super-plumes, le 23 septembre 2022. Le 16 novembre 2023, Conceição fait match nul contre Emanuel Navarrete, champion WBO des poids super-plumes, puis remporte finalement le titre WBC de la catégorie le 6 juillet 2024 aux dépens d'O'Shaquie Foster. Conceição est en revanche battu aux points lors du combat revanche le 2 novembre 2024.

### Jeux olympiques
- Médaille d'or en -60 kg aux Jeux de 2016 à Rio de Janeiro, Brésil.
- Qualifié pour les Jeux de 2012 à Londres, Angleterre. Battu au premier tour.
- Qualifié pour les Jeux de 2008 à Pékin, Chine. Battu au premier tour.

### Championnats du monde
- Médaille d'argent en -60 kg en 2013 à Almaty, Kazakhstan
- Médaille de bronze en -60 kg en 2015 à Doha, Qatar

### Jeux panaméricains
- Médaille d'argent en -60 kg en 2011 à Guadalajara, Mexique.

### Championnats panaméricains de boxe amateur
- Médaille d'or en -57 kg en 2009 à Mexico, Mexique.